# Onno Innemee
Onno Innemee (Den Haag, 15 mei 1964) is een Nederlands cabaretier.

## Biografie
Innemee groeide samen met zijn ouders en twee oudere zussen op in de Haagse Schilderswijk.
Al op jonge leeftijd kwam hij in aanraking met theater. Zijn ouders waren succesvolle amateuracteurs (Toneelvereniging Internos).

## Loopbaan
Na de middelbare school verhuisde Innemee naar Leiden, waar hij informatica ging studeren. Ook in zijn studententijd maakte theater een belangrijk onderdeel uit van zijn leven. Op de Leidse studentenvereniging Quintus vormde Innemee samen met Bart Leijnse het duo ‘Basterd’. In 1991 wonnen ze de Wim Sonneveldprijs met hun programma ‘Tot hier en nu verder’ tijdens het Amsterdams Kleinkunst Festival. In september 1991 nam Robert Spaapen de plaatst van Leijnse in. Hierna maakten ze nog drie cabaretprogramma’s en in 1998 besloot Basterd te stoppen en ging Innemee solo verder. Zijn solocarrière ging van start met de voorstelling Kip zonder kop. In de jaren daarna volgde meerdere solovoorstellingen. Ook was hij een van de vaste cabaretiers van het VARA-radioprogramma ‘Spijkers met Koppen’ en was hij enige tijd voor en achter de schermen werkzaam bij de tv-variant ‘Kopspijkers’.
In 2004 richtte Innemee samen met Mike Boddé een cabaretesk gelegenheidstrio, genaamd C3, op. Voor hun eerste tour nodigden ze Klaas van der Eerden uit om samen met hen op te treden. Jochem Myjer zou ook meedoen, maar die werd geveld door de ziekte van Pfeiffer. In 2008 kreeg C3 een vervolg. Ditmaal zag de formatie er als volgt uit: Mike Boddé, Onno Innemee en Kees Torn. Samen toerden ze langs verschillende theaters met hun show ‘3D’. In deze show was onder andere een parodie op Vader Abraham en een persiflage van Adolf Hitler te zien.
In de eerste helft van 2012 toerde Innemee, samen met Mike Boddé en Jelka van Houten, als C3 met de voorstelling ‘Wil je in ons groepje?’. Oorspronkelijk zou Georgina Verbaan ook meespelen, maar die zegde af.
De typetjes die Innemee in zijn voorstellingen speelt, worden door het publiek vaak genoemd als hoogtepunten van de avond. Daardoor kwam hij op het idee om een avondvullende solo cabaretklucht te maken en daarmee ontstond een nieuwe theatervorm. ‘Wie heeft Onno Innemee vermoord?’ was zijn eerste solo cabaretklucht, waarin Innemee zelf zeven verschillende typetjes speelt. De cabaretklucht werd zo goed ontvangen, dat Innemee besloot een tweede klucht te maken, namelijk ‘Het is hier een gekkenhuis! Een vlucht uit het Koekoeknest’. Daarop volgde ook nog een derde soloklucht 'Ojee, Papadag!'
Innemee is ook trouwambtenaar.

## Theaterprogramma's
- 1991: Tot hier en nu verder (als Basterd met Robert Spaapen)
- 1992: Doodgewoon (als Basterd)
- 1995: Complex (als Basterd)
- 1997: Onvoorwaardelijk (als Innemee & Spaapen met Robert Spaapen)
- 1999: Kip zonder Kop
- 2000-2001: Brak
- 2001-2002: Live!
- 2003-2005: En nou?
- 2003-2004: C3 (als C3, samen met Mike Boddé en Klaas van der Eerden)
- 2005: Het Schip (samen met cabaretduo Schudden en Silvester Zwaneveld)
- 2006: Obstinaat
- 2007-2008: De Typetjes DVD Tour
- 2008: 3D (als C3, samen met Mike Boddé en Kees Torn)
- 2008-2010: Wie heeft Onno Innemee vermoord?
- 2009: De Spooktrein (het Thriller Theater)
- 2012: Wil je in ons groepje? (als C3, samen met Mike Boddé en Jelka van Houten)
- 2013-2015: Ojee, Papadag!
- 2016: Eraf met dat dak! (samen met Kees Torn)
- 2017: Verschil moet er zijn (samen met Liliane de Graaf)
- 2018: In de Vlaamse pot (Theater van de Klucht)
- 2019: Medisch Centrum Best (Theater van de Klucht)
- 2020: Heel Holland Lacht (Theater van de Klucht)

## DVD's
- Onno Innemee. Ojee, Papadag! 2016
- Onno Innemee. De Typetjes DVD tour. 2009
- Onno Innemee. Wie heeft Onno Innemee vermoord? 2009

## Televisieprogramma's
- Binnenlandse zaken, TROS
- Ha, die Pa! - Examinator (gastrol) - (Afl. Blij dat ik rij, 1993)
- Niemand de deur uit - Klant huwelijksbureau (gastrol)
- WestZijde Possse II - Crimineel
- Dag dokter, AVRO
- Zo goed als nieuw, SBS6
- Ook dat nog, KRO
- Kopspijkers, VARA
- VARA laat, VARA
- Vrijland, KRO - Boer Anton (2 september 2013-)
- Het geheime dagboek van Hendrik Groen, Omroep MAX - Begrafenisondernemer  (Afl. juli en november 25 november en 23 december 2019)